# Mordellina kaguyahime
Mordellina kaguyahime là một loài bọ cánh cứng trong họ Mordellidae. Loài này được Nomura & Kato miêu tả khoa học năm 1957.